# Skupina Braun
Skupina Braun (izvirno nemško Gruppe Braun) je bila pehotna vojaška enota v moči divizije avstro-ogrske kopenske vojske, ki je bila aktivna med prvo svetovno vojno.

## Poveljstvo
Poveljniki 
- Rudolf Braun: december 1915 - februar 1916